# WWE 24/7 챔피언십
WWE 24/7 챔피언십(WWE 24/7 Championship)은 WWE에 속해있는 챔피언십이다. 모든 선수가 도전할 수 있으며, 언제 어디서든지 심판 입회 하에 챔피언에게 핀폴이나 항복을 받아내면 된다. 즉, 특별히 정해지지 않는 한 방어전은 무조건 폴스 카운트 애니웨어가 된다.
2022년 11월 7일 RAW에서 니키 크로스가 이 벨트를 획득하고 나서 쿨하게 쓰레기통에 버리는 퍼포먼스를 벌임으로써 사실상 폐지 수순을 밟고 있다. 그리고 WWE에서 공식적으로 24/7 챔피언십이 폐지되었음을 발표하였으므로 결국 24/7 챔피언십은 역사 속으로 사라지게 되었다.

## 역사
2019년 5월 20일 새롭게 창설된 WWE의 새로운 챔피언십으로, 2002년 폐지된 WWE 하드코어 챔피언십의 룰 중 하나였던 24/7룰을 계승한다.

## 역대 타이틀 명칭
| 타이틀 명칭       | 연도            |
| ----------------- | --------------- |
| WWE 24/7 챔피언십 | 2019년 ~ 2022년 |

## 기록들
- 초대 챔피언: 타이터스 오닐
- 마지막 챔피언: 니키 크로스
- 최장수 챔피언: 레지(112일)
- 최단 기간 챔피언: 터커(4초)
- 최다 챔피언: 알 트루스(53회)
- 최중량급 챔피언: 리바이벌(202㎏)
- 최경량급 챔피언: 알렉사 블리스(46kg)
- 최고령 챔피언: 팻 패터슨(78세 184일)
- 최연소 챔피언: 배드 바니(26세 343일)

## 역대 챔피언
- 타이터스 오닐 (초대 챔피언)
- 로버트 루드
- 알 트루스
- 엘리아스
- 진더 마할
- 드레이크 매버릭
- 히스 슬레이터
- 세드릭 알렉산더
- EC3
- 팻 패터슨
- 제럴드 브리스코
- 켈리 켈리 (첫번째 24/7 여성 챔피언)
- 캔디스 미셸 (두번째 24/7 여성 챔피언)
- 앨런드라 블레이즈 (세번째 24/7 여성 챔피언)
- 테드 디비아시 (최초로 돈으로 챔피언벨트를 사서 챔피언이 됨)
- 마이크 카넬리스
- 마리아 카넬리스 (네번째 24/7 여성 챔피언이자, WWE 역사상 최초 임산부 챔피언)
- 더 리바이벌 (대쉬 와일더 & 스캇 도슨, 최초의 24/7 공동 챔피언)
- 랍 스톤 (최초 비레슬러(폭스 스포츠 해설자) 24/7 챔피언)
- 보 댈러스
- 에네스 칸테르 (두번째 비레슬러(최초의 타종목(NBA 보스턴 셀틱스 센터) 선수) 24/7 챔피언)
- 글렌 제이콥스 (최초의 정치인 챔피언)
- 카멜라 (다섯번째 24/7 여성 챔피언)
- 마시멜로 (세번째 비레슬러(최초의 뮤지션(DJ & 음악 프로듀서) 24/7 챔피언)
- 타미나 (여섯번째 24/7 여성 챔피언)
- 수닐 싱
- 사미르 싱
- 마이클 조르지오
- 카일 부시
- 토자와 아키라
- 산타클로스
- 마이크 롬
- 모조 롤리
- 리딕 모스
- 롭 그론카우스키
- 셸턴 벤저민
- 드루 굴락
- 에릭
- 터커
- 그랜 메탈릭
- 린세 도라도
- 고블디 구커
- 엔젤 가르자
- 얼리샤 폭스 (일곱번째 24/7 여성 챔피언, 당시 2021년 여성 로열 럼블 경기 도중에 획득)
- 피터 로젠버그
- 덕 플루타이
- 배드 바니 (두번째 뮤지션 24/7 챔피언)
- 조셉 애버리지
- 레지
- 코리 그레이브스
- 바이런 색스턴
- 데이나 브룩 (일곱번째 24/7 여성 챔피언)
- 니키 크로스 (여덟번째 24/7 여성 챔피언) (마지막 챔피언)
- 듀드롭 (아홉번째 24/7 여성 챔피언)
- 알렉사 블리스 (열번째 24/7 여성 챔피언)
- 숀 베넷
- 에디 오렝고
- 대퍼니 라숀

## 같이 보기
- WWE 하드코어 챔피언십